# Mallotus (planta)
Mallotus es un género de plantas con flores perteneciente a la familia Euphorbiaceae. Dos especies se encuentran en el África y Madagascar tropical. Unas 140 especies se encuentran en el este y sudeste de Asia y desde Malasia a Nueva Caledonia y Fiyi, norte y este de Australia. Notable es la especie (Mallotus philippensis), por los pelos de la cápsula de su semilla es la fuente de la producción del tinte amarillo, también utilizado como remedio herbario. 
Especies de Mallotus son el alimento de las larvas de algunas especies de Lepidopteras, incluida Endoclita malabaricus.

## Especies seleccionadas
- Mallotus apelta
- Mallotus barbatus
- Mallotus hookerianus
- Mallotus japonicus
- Mallotus paniculatus
- Mallotus peltatus
- Mallotus philippensis
- Mallotus repandus

etc.

## Sinónimos
| - Trewia L. (1753). - Canschi Adans. (1763). - Echinus Lour. (1790). - Rottlera Willd. (1797). - Rottlera Roxb. (1802). - Adisca Blume (1826). - Lasipana Raf. (1838). - Adisa Steud. (1840). - Boutonia Bojer (1846). | - Plagianthera Rchb.f. & Zoll. (1856). - Stylanthus Rchb. & Zoll. (1857). - Axenfeldia Baill. (1858). - Boutonia Bojer ex Baill. (1858). - Coelodiscus Baill. (1858). - Echinocroton F.Muell. (1858). - Aconceveibum Miq. (1859). - Coccoceras Miq. (1861). - Neotrewia Pax & K.Hoffm. in H.G.A.Engler (1914). - Octospermum Airy Shaw (1965). |